# Peliuhivka, Icinea
Peliuhivka (în ucraineană Пелюхівка) este un sat în comuna Budî din raionul Icinea, regiunea Cernihiv, Ucraina.

## Demografie
Componența lingvistică a localității Peliuhivka
     Ucraineană (94,96%)
     Rusă (5,04%)
Conform recensământului din 2001, majoritatea populației localității Peliuhivka era vorbitoare de ucraineană (94,96%), existând în minoritate și vorbitori de rusă (5,04%).